# カトリック松が峰教会
カトリック松が峰教会（カトリックまつがみねきょうかい）は、栃木県宇都宮市にあるキリスト教（カトリック）の教会およびその聖堂。大谷石建築としては現存最大級のロマネスク・リヴァイヴァル建築であり、1998年に国の登録有形文化財に登録された。

## 歴史
- 1888年 - パリ外国宣教会 カジャック神父により川向町に宇都宮天主公教会が創立された。
- 1932年11月20日 - 現聖堂が竣工し、11月23日に献堂式が挙行された。設計は、当時横浜に住んでいたスイス人建築家のマックス・ヒンデル。施行は宮内初太郎（施工統括）と安野半吾（石工棟梁）による。
- 1945年7月12日 - 太平洋戦争でアメリカ軍の空襲により罹災した。
- 1998年12月11日 - 建物は国の登録有形文化財に登録された[1]。
- 2003年2月 - うつのみや百景に選定された[2]。